# 헬무트 틸리케

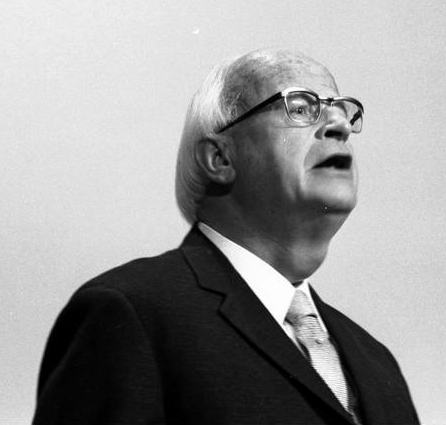
헬무트 틸리케

헬무트 틸리케 (Helmut Thielicke, 1908년 12월 4일 - 1986년 3월 5일, 바르멘 출생)은 함부르크 대학교에서 1960년 1978년까지 루터교회 신학자이며 교수였다.

## 경력과 사상

### 신학교육
독일 바르멘 태생이며, 갑상선종에 걸려 병약하였다. 22세가 되던 해인 1932년에 그라이프스발트 대학교에서 철학박사를 받았고, 건강이 좋아지자 에틀랑겐 대학교에서 신학박사(1934), 교수 자격(1935년)을 받았다. 나치 독일의 탄압을 받아 교수임용 거부, 교수직 박탈(1940년)을 당하자, 라벤스부르크에서 성직자로서 살았다. 《신과 악마마사이에서》(복있는사람)의 저자소개에 의하면, 독일이 연합군의 폭격을 당해 교우가 죽으면 장례예배를 집례하고, 군에 징집된 청년들에게 위문편지를 보내 전쟁 스트레스를 줄이는 성실한 성직자였다고 한다. 이 시기에도 나치독일에 저항을 하였다. 

### 신학 강의
나치독일이 패방하여 복직을 하자 튀빙겐대학교에 서 신학과 교수와 총장으로 일했으며, 1954년에는 함부르크 대학교에서 신학과 교수와 총장으로 일했는데, 독일 함부르크 대학교 역사 처음으로 개신교 신학자가 총장으로 일한 역사이다. 성 미카엘 신학교에서 성직자로 살았는데, 이 시기에 설교한 글은 감리교 목사인 김순현 목사가 독일어에서 우리말로 옮겼고, 복있는사람에서 《기다리는 아버지》로 출간하였다.(2023년)

### 신학
틸리케는 성경적이고 복음적 기독교 사상을 변호한 신학자이며 신 정통주의자 카를 바르트의 보편기독론적 신학, 루돌프 불트만의 실존주의 신학, 폴 틸리히의 존재론적 신학을 비판하였다. 틸리케는 기독교의 전통 교리를 한편으로는 그대로 수용하면서 다른 한편으로는 그것을 현대의 상황과 관련지었다. 그러면서 그만의 독특한 복음주의 교의학과 복음주의 윤리학으로 체계화하였다. 그는 비록 폴 알터하수스의 제자로서 루터교적 전통에 서 있었으면서도 현실과의 대결과 문제 상황의 분석에 있어서는 종교개혁 신학]을 따르려고 했다. 틸리케는 바르트 신학이 도외시하는 창조세계의 독자적 질서를 강조한다. 그는 불트만 신학이 도외시하는 나사렛 예수의 계시의 역사적 사실성을 강조한다. 틸리히 신학이 간과하는 케리그마(kerygma)의 텍스트 중심성을 강조한다.

## 한글번역작품
- 손성현 옮김, 《신과 악마사이에서》, 복있는 사람

- 김순현 옮김, 《기다리는 아버지》(원제:하나님의 그림책), 복있는 사람

## 영어번역 작품들
- Notes from a Wayfarer; the Autobiography of Helmut Thielicke Translated by David R. Law. New York: Paragon House, 1995. ISBN 1-55778-708-5
- A Little Exercise for Young Theologians Translated by Charles L. Taylor. Foreword by Martin E. Marty. Grand Rapids, MI: Eerdmans, 1962.
- Man in God's World Translated and edited by John W. Doberstein. New York: Harper & Row, 1963.
- Nihilism: Its Origin and Nature -- With a Christian Answer Translated by John W. Doberstein. Westport, CT: Greenwood, 1961.
- Between God and Satan Translated by C.C. Barber. Edinburgh: Oliver and Boyd, 1958. [Republished: Farmington Hills, MI: Oil Lamp Books, 2010; ISBN 978-0-9844917-1-1]
- Theological Ethics Translated by William H. Lazareth. Philadelphia: Fortress Press, 1966-69.
- The Waiting Father: Sermons on the Parables of Jesus Translated by John W. Doberstein. New York: Harper & Row, 1959.
- Encounter with Spurgeon Translated by John W. Doberstein. Philadelphia: Fortress Press, 1963.
- How the World Began: Man in the First Chapters of the Bible Translated with an introduction by John W. Doberstein. Philadelphia: Muhlenberg, 1961.
- The Ethics of Sex Translated by John W. Doberstein. New York: Harper & Row, 1964.
- Faith, the Great Adventure Translated by David L. Schmidt. Philadelphia: Fortress Press, 1985.
- The Freedom of the Christian Man: A Christian Confrontation with the Secular Gods Translated by John W. Doberstein. New York: Harper & Row, 1963.
- The Hidden Question of God Translated by Geoffrey W. Bromiley. Grand Rapids, MI: Eerdmans, 1977.
- Christ and the Meaning of Life: A Book of Sermons and Meditations Translated by John W. Doberstein. New York: Harper & Row, 1962.
- Our Heavenly Father: Sermons on the Lord's Prayer Translated by John W. Doberstein. New York: Harper & Row, 1960.
- The Silence of God Translated with an introduction by Geoffrey W. Bromiley. Grand Rapids, MI: Eerdmans, 1962. [Republished: Farmington Hills, MI: Oil Lamp Books, 2010; ISBN 978-0-9844917-0-4]
- Life Can Begin Again: Sermons on the Sermon on the Mount Translated by John W. Doberstein. Philadelphia: Fortress Press, 1963.
- Between Heaven and Earth: Conversations with American Christians Translated and edited by John W. Doberstein. Westport, CT: Greenwood, 1975, 1965.
- I Believe: the Christian's Creed Translated by John W. Doberstein and H. George Anderson. Philadelphia: Fortress Press, 1968.
- How to Believe Again Translated by H. George Anderson. Philadelphia: Fortress Press, 1972.
- The Evangelical Faith Translated and edited by Geoffrey W. Bromiley, 3 vols. Grand Rapids, MI: Eerdmans, 1974-1977.
- Modern Faith and Thought Translated by Geoffrey W. Bromiley. Grand Rapids, MI: Eerdmans, 1990.
- Living With Death Translated by Geoffrey W. Bromiley. Grand Rapids, MI: Eerdmans, 1983.
- Being Human -- Becoming Human: An Essay in Christian Anthropology Translated by Geoffrey W. Bromiley. Garden City: Doubleday, 1984.
- Being Christian When the Chips are Down Translated by H. George Anderson. Philadelphia: Fortress Press, 1979.
- How Modern Should Theology Be? Translated by H. George Anderson. Philadelphia: Fortress Press, 1969.
- The Trouble With The Church: A Call For Renewal London: Hodder & Stoughton, 1965.